# Festival de cinéma Indépendance(s) et Création d'Auch
Le Festival d’Auch «Indépendance(s) et création» reçoit un public très vaste que ce soit des professionnels ou même des lycéens. Ce festival a vu le jour grâce à Ciné 32 et au bénévolat. Ce dernier dure cinq journées entièrement dédiées au septième art. 15 000 entrées par an sont totalisées dans cet événement déployé dans toutes les salles de cinéma du Gers. De nombreux réalisateurs viennent y présenter leurs nouveaux films. Une cinquantaine de films en avant-première de tous genres confondus y sont proposés, en présence de leurs cinéastes, ou d’autres artistes. 

## Historique
Le festival « Indépendance(s) et Création » a été créé en 1998 à l'initiative de Daniel Toscan du Plantier et d'Alain Bouffartigue. Ce festival, organisé dans un but de partage et d'ouverture culturelle, présente en avant-première une cinquantaine de films d'art et essais tous genres confondus.
Il est possible d'y rencontrer les cinéastes et d'écouter des présentations de films.
Depuis 1998, le festival se déroule principalement à Auch et, au fur et à mesure des années, il se déploie dans toutes les salles du Gers. Lors du premier festival, seules 3 salles gasconnes faisaient vivre le festival. C'est avec Alice et Martin, le dernier film d'André Téchiné de l'époque, qu'a eu lieu le gala d'ouverture, le 15 octobre 1998,. 23 films ont été sélectionnés au lancement du festival. 

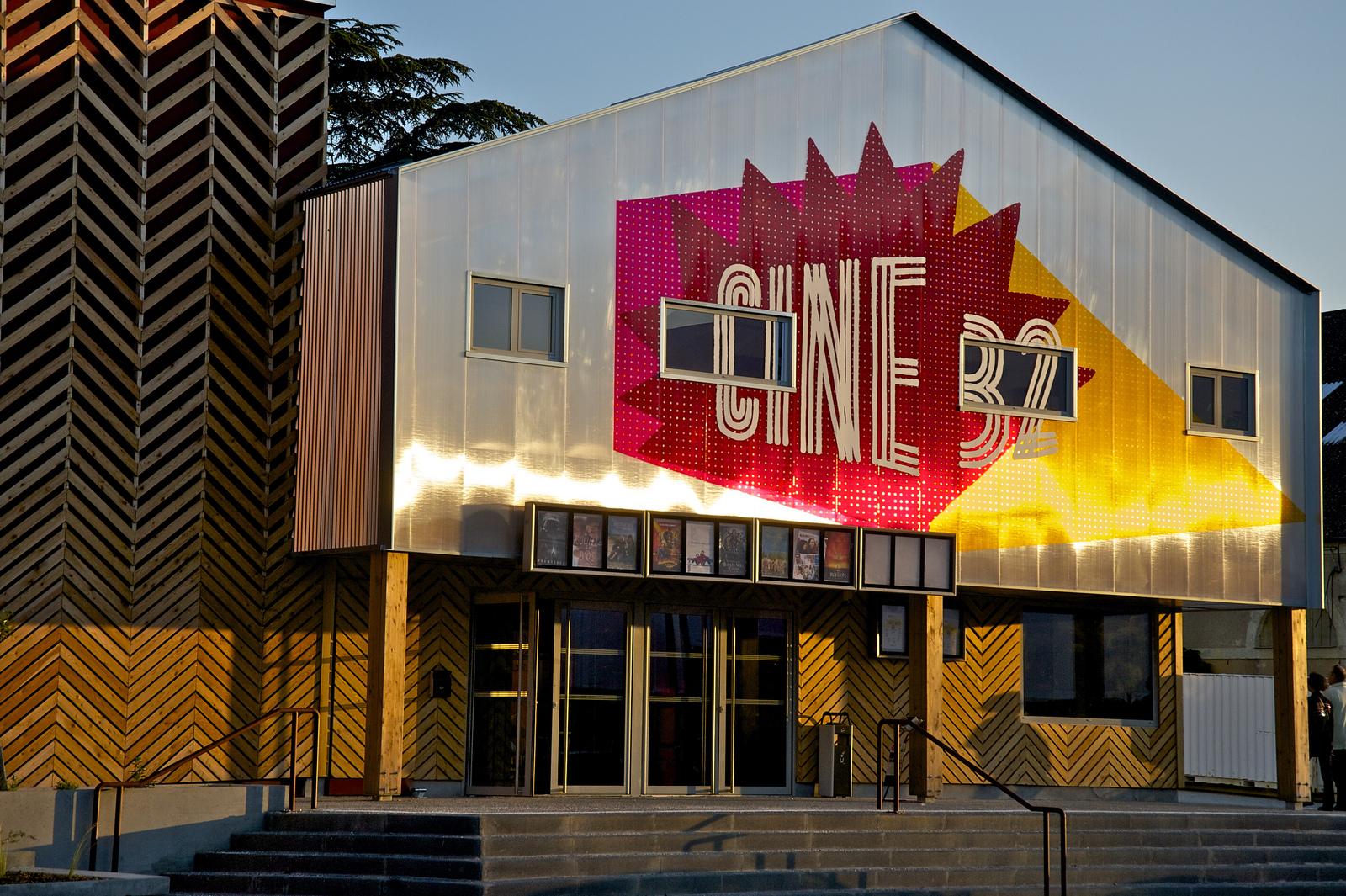
Façade du ciné 32

Ce festival et sa capacité d'accueil se sont agrandis. Effectivement, le nombre de salles de projection est passé de 3 à 5 en 2012 grâce à la construction du nouveau Ciné 32 à Auch. La programmation a donc augmenté, recevant de plus en plus de cinéastes et leurs films.
En 2016, les 7 et 8 octobre, le festival ouvre une 6ème salle éphémère dans le quartier du Garros à Auch, ceci à l'occasion du lancement de la résidence d'artistes en cinéma de Tamara Erde jusqu'en octobre 2017. Une CinéMobile a déployé sa salle pour les séances scolaires et autres festivaliers.
Enfin, "Indépendance(s) et Création" développe son influence sur d'autres milieux que le Gers. D'ailleurs, le dimanche 9 octobre, le festival a participé à la première Journée européenne des cinémas d'Art et d'Essais.

## Ciné 32

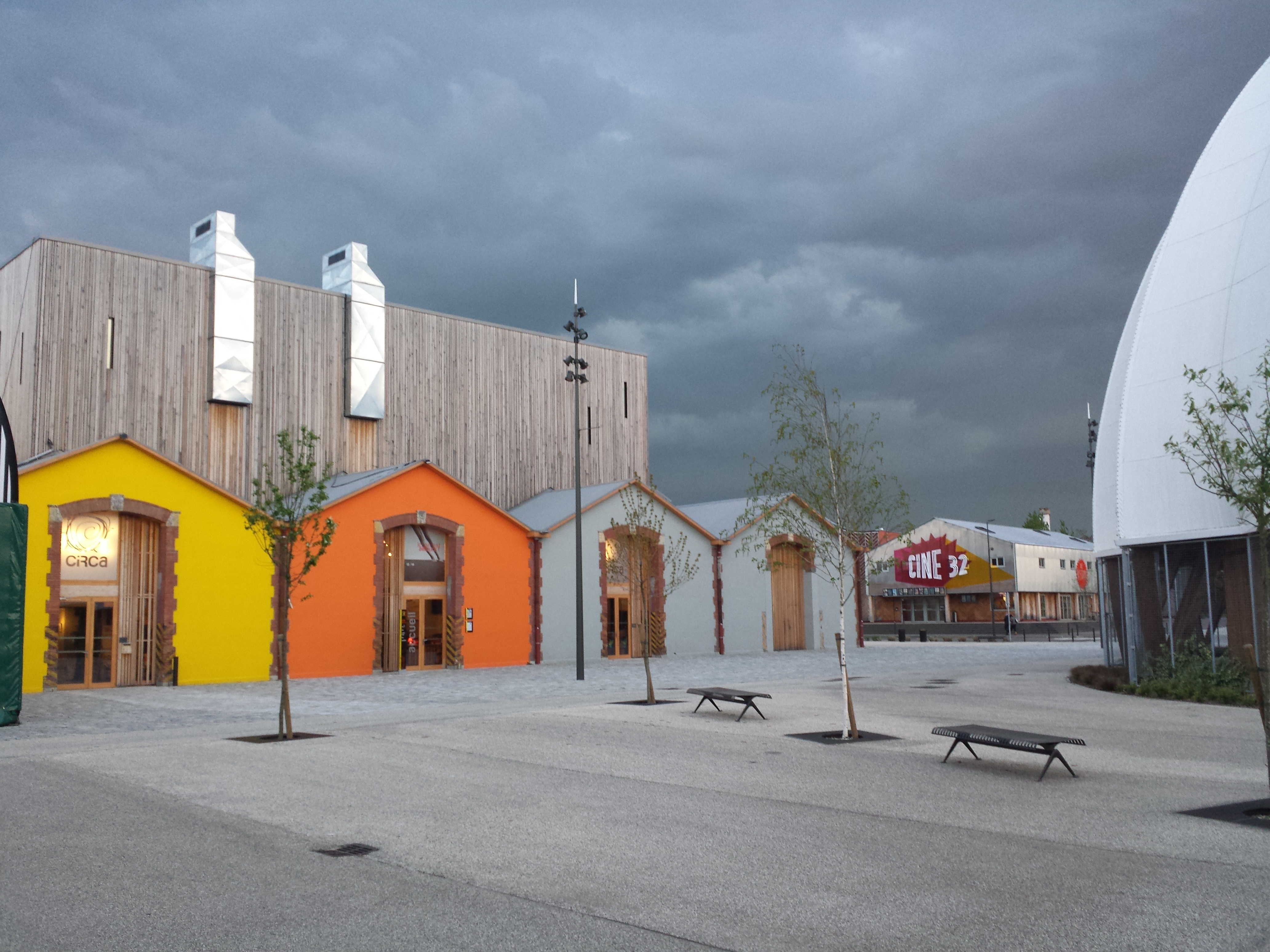
Espace CIRCa et ciné 32.

Ciné32 est un organisme associatif de cinémas présents un peu partout dans le département du Gers (32). Ces salles sont dispersées dans des villages comme Vic-Fezensac ou encore Marciac et Mirande.
Ciné32 était autrefois divisé en deux complexes, l'un rue d'Alsace et l'autre rue Lafayette. Le 26 octobre 2012, le cinéma est repensé et changé en un seul et même complexe à côté duquel se trouve un chapiteau, une résidence d'artistes neuve : un chapiteau tout de bois vêtu, une cantine pour les pauses déjeuners des festivaliers, et enfin le Dôme de Gascogne, le secteur est devenu un réel lieu artistique où l'on trouve CIRCa, l'organisation de cirque auscitaine . Ces établissements proposent un nombre de salles différent selon le village, Auch le chef-lieu en compte le plus avec cinq salles à son actif, les autres cinémas comptent une à deux salles. À Auch, il se situe 73, avenue de l'Yser (allée des arts). Ce cinéma associatif programme des films indépendants ainsi que des films actuels tout public. Il présente également des activités diverses comme du tango, des ateliers pour enfants, et on y trouve un bar restaurant. 

## Organisation
L'organisation du Festival Ciné 32 est gérée par plusieurs équipes. Tout d'abord, il y a les permanents : Alain Bouffartigue (Président, direction et programmation du festival), Charles Munoz (Trésorier), Jean-Luc Tovar (Secrétaire et coordination des bénévoles), Lucie Guardos (Invités et catalogue) et Carine Vene (coordination générale, renseignements et réservation).
Des bénévoles sont présents pour aider la mise en place du Festival. Ils sont disposés en sept équipes : aménagement-décoration, accueil des spectateurs-préparation des documents- éditions des parcours et suivi des accréditations des exploitants, contrôle des entrées en salles et accueil des spectateurs, caisse, vente des jetons, chauffeurs, bar intérieur (aide en cuisine, service, rangement), bar extérieur (confection de sandwichs, vente bar, snack, confiserie et rangement).
Pour encadrer ces équipes, Jean-Luc Tovar est désigné comme responsable des bénévoles ainsi que Carine Vene pour la coordination générale.
Pour la 19ème édition du festival, une 6ème salle éphémère se trouvera près de la Place des Fontaines. Le Festival se déploie aussi dans tout le Gers avec « les séances en étoiles ».

## Accréditations
Pour les festivaliers, l'accréditation donne accès à toutes les séances du festival en fonction des places disponibles. Elle leur permet de réserver en ligne ou à l’accueil des festivaliers de Ciné 32 les séances de leurs choix et ainsi se programmer un parcours de films. Ces derniers doivent retirer les billets à l'accueil des festivaliers au Ciné 32.
Quant aux groupes scolaires, l'accréditation donne accès à toutes les séances du festival en fonction des places disponibles. Leur réservation se fait en ligne et doit être retirée à l'accueil Scolaire du festival.

## Présentation des films du festival et invités spéciaux
Depuis 1998, 729 films ont été projetés dans les salles du Gers en avant-première, en 5 jours, entre 25 et 50 films. Ils sont découverts par un large public. Des films de tout genre sont choisis, du film d'horreur à la comédie dramatique, jusqu'au documentaire.
Le festival est inauguré tous les ans par un film d'ouverture.
Chaque année, de nombreux réalisateurs viennent présenter leur film en compagnie de leurs acteurs pour des conférences de presse et des rencontres avec le public. Le festival défend les films indépendants, souvent avec un budget faible, pour une meilleure diversité dans l'industrie du film. Il comptabilise environ 15 000 places chaque année.